# توگ کلاس تی‌آی‌دی
توگ کلاس تی‌آی‌دی (به انگلیسی: TID-class tug) یک کلاس از کشتی است که طول آن 65 ft می‌باشد.